# Бабенко Лев Федорович
Лев Федорович Бабенко (1880, с. Михайлівка — 19??) — політичний діяч Російської імперії українського походження. Депутат І Державної думи.

## Життєпис
Народився 1880 року в селянській родині в селі Михайлівка Олександрівського повіту Катеринославської губернії. Селянин, православного віросповідання. Навчався в Гнідинському ремісничому училищі, після училища працював на котельному заводі, служив матросом на Чорноморському флоті. Учасник повстання на флоті 1905 року. Пізніше працював на заводі землеробських знарядь.
26 березня 1906 року Лев Бабенко обраний в I Державну Думу від з'їзду уповноважених від волостей Катеринославської губернії. Входив до Трудової групи, був прихильником націоналізації землі, негайного введення 8-годинного робочого дня.
У липні 1917 року увійшов до Трудової народно-соціалістичної партії. Подальша його доля історикам невідома.